# Hannah Ackermann
Hannah Ackermann (* 27. Mai 1881 in Magdeburg; † 1962 in Trennfurt) war eine deutsche Politikerin (DVP) und Teilnehmerin der bürgerlichen Frauenbewegung in der Weimarer Republik.

## Leben
Hannah Ackermann, eigentlich Maria Johanna (Hanna) Caroline Ackermann, geb. Andreae, war eine Tochter des Kaufmanns und Reeders Hans Andreae (* 1852; † 11. Juli 1901 in Magdeburg, Inhaber der „Elbe-Schiffahrt Hans Andreae“ Magdeburg), und von Dorothea Caroline Martha Andreae, geb. Müller, (* 28. April 1855; † 1942 in Magdeburg). Hannah Ackermann war verheiratet mit Oskar Ackermann (* 7. März 1886 in Köln; † 1950 im unterfränkischen Trennfurt). Ihre Brüder waren die Professoren Wilhelm Andreae und Friedrich Andreae. Die Politikerin Kathinka von Oheimb war Hannah Ackermanns enge private Freundin und politisch mit ihr in der Partei verbunden. Hannah Ackermann war die Pflegemutter von Kathinka von Oheimbs Tochter aus zweiter Ehe, Elisabeth Albert, und kurz des Sohnes Heinz Albert.
Der Sohn von Hannah Ackermann, Hans Albert Ackermann, (* 11. Oktober 1903 Magdeburg; † 19. Juni 1940 beim Frankreich-Feldzug) heiratete Elisabeth Albert. Hannah Ackermanns Tochter Barbara (Spitzname: Bärchen, * 30. Juni 1910 Magdeburg; † 15. August 1995 in Clarens (Schweiz)), war mit Vital Daelen, einem Sohn von Kathinka von Oheimb aus deren erster Ehe, verheiratet.

## Politik
Sie war aktiv in der Deutschen Volkspartei Magdeburg. Sie war langjähriges Mitglied des Vorstandes des DVP-Wahlkreisverbandes Magdeburg-Anhalt und zog für den bisherigen Abgeordneten Zehle 1931 bis 1933 als Abgeordnete der DVP im Provinziallandtag der preußischen Provinz Sachsen in Merseburg ein. In der Zeit der Weimarer Republik nahmen insgesamt 14 Frauen ein Mandat im Provinziallandtag der Provinz Sachsen wahr; sechs von ihnen für die KPD, fünf für die SPD, zwei für die DNVP und eine für die Deutsche Volkspartei nämlich Hannah Ackermann.
Sie pflegte regen politischen Schriftverkehr und Kontakte u. a. mit Kathinka von Oheimb, Frau Kramsta von Prittwitz aus Magdeburg DVP und Rosa Manus.
1929 arbeitete sie für Kathinka von Oheimb beim Internationalen Frauenkongress in Berlin.
Sie hat in Magdeburg eine Dependance des Damenclub 1930 eröffnet.
1931 wurde im Buch „Die Kultur der Frau“ ihr Artikel „Die Wohlfahrtspflege der Frau im Mittelalter“ veröffentlicht. Das Buch war das Standardwerk der bürgerlichen Frauenbewegung in der Weimarer Republik.

## Schriften
- Ein Magdeburger Kaufmann in Paris 1814 (Bonte, Isaac) – Magdeburger Montagsblatt, 1906, Band 58
- Magdeburgs "Höhere Töchterschule" in ihrer Entwicklung – Magdeburgische Zeitung, Faber-Verlag, 1930
- Die Wohlfahrtspflege der Frau im Mittelalter, in: Die Kultur der Frau – Eine Lebenssymphonie der Frau des XX. Jahrhunderts, S. 297–302, Verlag für Kultur und Wissenschaft, Berlin 1931